# Abiy Ahmed Ali
Abiy Ahmed Ali (în gî'îz ዐቢይ አህመድ አሊ; n. 15 august 1976, Beshasha⁠(d), Statul Oromia, Etiopia) este un politician etiopian care, din 2 aprilie 2018, deține funcția de prim-ministru  al Republicii Federale Democratice a Etiopiei.
În 2019 a fost distins cu Premiul Nobel pentru Pace „pentru eforturile sale de realizare a păcii și cooperării internaționale și pentru inițiativa sa decisivă de a rezolva conflictul de frontieră cu statul vecin Eritreea”.
În octombrie 2021, Abiy Ahmed a fost învestit oficial pentru un al doilea mandat de 5 ani.